# Соловьёв, Сергей Александрович (путешественник)
Серге́й Алекса́ндрович Соловьёв (20 апреля 1950, Нижняя Тура, Свердловская область — 13 августа 2019, Екатеринбург) — советский и российский путешественник, писатель, социолог и журналист. Руководитель полярной экспедиции газеты «Советская Россия».

## Биография
Сергей Александрович Соловьёв родился в многодетной рабочей семье, в городе Нижняя Тура. Учился в средней школе закрытого города Свердловск-45 (Лесной). После окончания Тюменского индустриального института работал на нефтебазе Находки, в Тюмени, Свердловском обкоме ВЛКСМ, УНЦ АН СССР. Организатор и участник ряда экспедиций.
В 1984 году был принят в Союз журналистов СССР. Тогда же избран действительным членом географического общества СССР.
В 1988 году стал генеральным директором научно-реализационного объединения «Полярная экспедиция газеты „Советская Россия“», созданного распоряжением Совета Министров СССР под личное поручительство тогдашнего министра газовой промышленности СССР Виктора Черномырдина.
В 1999 году стал президентом Фонда «Великой северной тропой», занимался организацией Всемирной кругосветной экспедиции по странам полярного бассейна.
В 2005 году основал и возглавил Фонд «Академия Русской бани», целью которого являлась популяризация русской бани во всем мире.

### Экспедиции
Начиная с 1970 года, организовал следующие экспедиции:
- 1970 г. — экспедиция в ущелье Средний Талгар Заилийского Ала-Тау (Тянь-Шань);
- 1975 г. — экспедиция на собачьих упряжках по Камчатке и Чукотке;
- 1978 г. — пешая зимняя экспедиция по полуострову Ямал от поселка Харасавэй до поселка Сёяха;
- 1979 г. — лыжная экспедиция по острову Вайгач от полярной станции Болванский нос (ныне станция Фёдорова) до поселка Варнек;
- 1980 г. — якутская экспедиция в междуречье Индигирки и Колымы на оленях, ездовых собаках и якутских лошадях;
- 1982-1983 гг. — полярная экспедиция газеты «Советская Россия» от Уэлена (Чукотка) до Мурманска на собачьих упряжках. Часть экспедиции протяженностью 10 тысяч километров прошла в условиях полярной ночи;
- 1986 г. — экспедиция на технических видах транспорта (мотонартах и мотоциклах) вдоль всего Уральского хребта от Карского моря до Каспийского;
- 2001 г. — Всемирная кругосветная экспедиция Юнеско «Великой северной тропой» вдоль стран Полярного бассейна (не завершена). Оргкомитет возглавлял Виктор Степанович Черномырдин.

## Награды
За материалы, собранные и обработанные в результате экспедиций, а также за успешное проведение полярной экспедиции газеты «Советская Россия» награждён:
- Орден Трудового Красного Знамени № 1206459;
- Нагрудный знак «Почётный полярник» № 6600;
- Почётный значок Спорткомитета СССР за заслуги в развитии физической культуры и спорта № 1012;
- Приказом начальника ВВ МВД СССР по Уралу награждён нагрудным заком «За отличие в службе» II степени (1987)
- Почётный знак ЦК ДОСААФ СССР № 47873;
- «Золотая медаль» ВДНХ СССР за достигнутые успехи в развитии народного хозяйства СССР;
- Знак ЦК ВЛКСМ «Молодой гвардеец XI пятилетки» I степени;
- Почётный знак ЦК ВЛКСМ;
- Медаль Ермака (от трёх Сибирских отделений академии наук).

## Семья
- Отец — Соловьёв Александр Петрович;
- Мать — Соловьёва Александра Васильевна;
- Братья и сёстры — Юрий, Борис, Нина;
- Жена — Ольга;
- Дочь — Марина;
- Сын — Сергей.